# Lafcadio Hearn

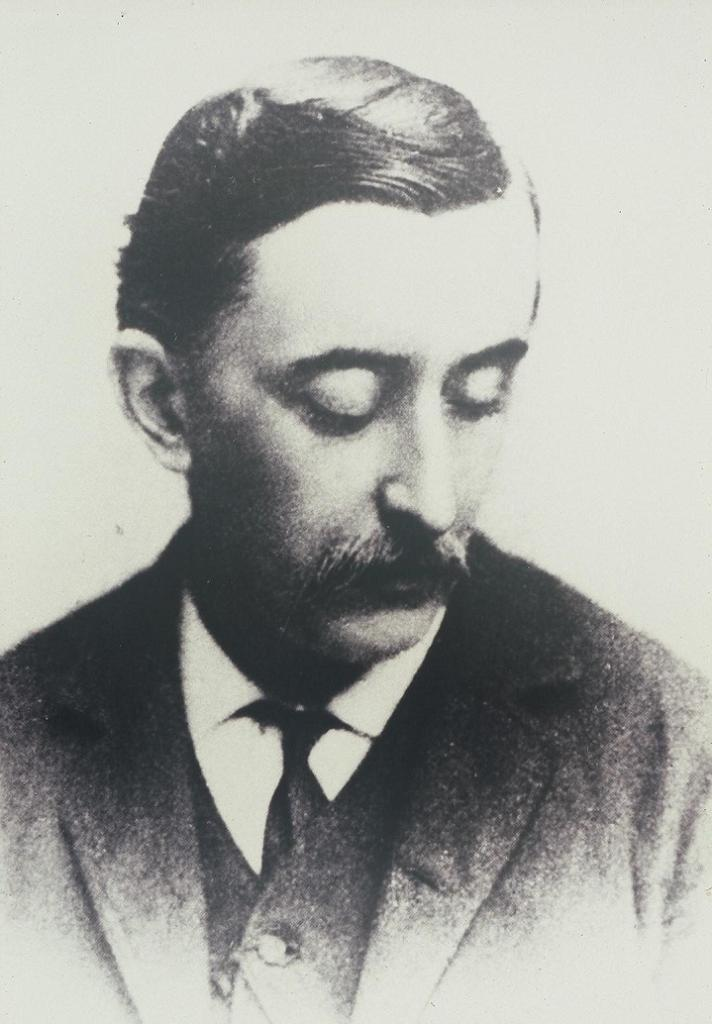
Patrick Lafcadio Hearn

Patrick Lafcadio Hearn, cunoscut și sub numele Koizumi Yakumo (în japoneză: 小泉 八雲), (n. 27 iunie 1850 - d. 26 septembrie 1904) a fost un prozator englez stabilit în Japonia.
A scris memorii, povestiri și studii de pătrunzătoare observație asupra vieții poporului nipon.

## Scrieri
- 1890: Doi ani în Indiile franceze de vest ("Two Years in French West Indias")
- 1894: Privire asupra Japoniei necunoscute ("Glimpses of Unfamiliar Japan")
- 1898/1903: Basme japoneze ("Japanese Fairy Tales")
- 1904: Japonia, o încercare de interpretare ("Japan, an Attempt of Interpretation").

### Ecranizări
- Kaidan (1965), regizat de Masaki Kobayashi